# Arts décoratifs du Maroc
Les arts décoratifs du Maroc remontent à l'époque préislamique et se développent jusqu'à leur apogée à l'époque de l'Andalousie Musulmane.

## Histoire
Les arts décoratifs du Maroc ont des racines anciennes qui remontent à l'époque préislamique, avec des exemples de poterie berbère et de bijoux phéniciens. Cependant, la période islamique a vu l'épanouissement de ces arts, avec l'arrivée des Arabes au VIIe siècle et des dynasties berbères qui ont suivi. L'apogée de l'art décoratif marocain est atteinte pendant la période de l'Andalousie musulmane, lorsque les artistes musulmans et juifs ont fui l'Espagne chrétienne pour s'installer au Maroc, apportant avec eux des techniques et des motifs raffinés. Au cours des siècles suivants, les Ottomans et les Européens ont également laissé leur marque sur les arts décoratifs marocains,.

## Types d'arts décoratifs

### L'art rural et familial des Berbères
L'art des berbères est constitué de formes artistiques très simples. Il est lié à la vie des tribus nomades et sédentaires du pays  qui ont transmis leurs savoir-faire depuis les temps primitifs. Il s'agit d'un art rustique et collectif qui « se fait jusque dans la pire misère ». Ses costumes, étoffes et poteries évoquent dans leur simplicité des « souvenirs de la Bible et de l'antiquité ». Il comprend des décors géométriques à ligne droite.

### L'art officiel et Urbain au Maroc
L'art Hispano-Mauresque est un art dynastique  qui a évolué de manière spasmodique pour produire des œuvres savantes raffinées, limitées presque toujours à une génération. Dans cet art, la décoration domine l'architecture. Il comprend des décors géométriques formés d'entrelacs  et de polygones étoilés, des décors épigraphiques au belles écritures coufiques, puis cursives, des décors floraux dont les palmes dérivent des enroulements de l'acanthe ou de la vigne et se combinent avec des vieux thèmes orientaux ou des entrelacs géométriques. Il s'agit d'un art plus abstrait et intellectuel.